# کینگستون آپون تیمز
latitudeکینگستون آپون تیمزlongitudeکینگستون آپون تیمز
کینگستون آپون تیمز (به انگلیسی: Kingston upon Thames) یک شهرک در بریتانیا است که در منطقه سلطنتی کینگستون آپون تیمز واقع شده‌است.

## خصوصیات
کینگستون آپون تیمز ۴۳٬۰۱۳ نفر جمعیت دارد.

## خواهرخوانده
شهر اولدنبورگ خواهرخواندهٔ کینگستون آپون تیمز هست.